# Ecos del desierto
Ecos del desierto es una miniserie chilena —dirigida por Andrés Wood y cuya avant premiere se realizó el 3 de septiembre de 2013—, que relata la vida de la abogada de derechos humanos Carmen Hertz. Emitida por primera vez los días 9, 10 y 11 del citado mes en Chilevisión, está protagonizada por María Gracia Omegna (Hertz cuando joven) y Aline Kuppenheim (cuando adulta).
Ecos del desierto es la segunda serie chilena que se transmitió a toda Latinoamérica. La cadena televisiva TNT emitió la producción de cuatro capítulos del 12 al 15 de noviembre de 2013, como parte del acuerdo de coproducción que realizó con Chilevisión.

## Argumento
La miniserie cuenta, en dos épocas, la historia de Carmen Hertz, reconocida abogada de derechos humanos que trabajó en la Vicaría de la Solidaridad, en la Corporación Nacional de Reparación y Reconciliación, y fue directora del tema en la Cancillería.
Una parte está centrada en su juventud, en los años 70, donde es interpretada por María Gracia Omegna. Ahí se retrata el llamado "tanquetazo" o primer intento golpista contra el Gobierno del presidente Salvador Allende, el golpe militar y, sobre todo, la Caravana de la Muerte, la comitiva militar liderada por el general Sergio Arellano Stark que recorrió el país a finales de 1973 y que terminó con 97 personas asesinadas, entre ellas el esposo de Hertz, Carlos Berger Guralnik. La otra parte está ambientada entre los años 1985 y 2000, con Hertz interpretada por Aline Kuppenheim, y se enfoca principalmente en su trabajo como abogada de derechos humanos y las continuas amenazas que recibió por parte de la policía secreta de la dictadura.

## Reparto
| Actor                   | Personaje                          | Notas                |
| ----------------------- | ---------------------------------- | -------------------- |
| Aline Kuppenheim        | Carmen Hertz                       | en 1985-2000         |
| María Gracia Omegna     | Carmen Hertz                       | en 1973              |
| Francisco Celhay        | Carlos Berger Guralnik             | Esposo de Hertz      |
| José Soza               | General Sergio Arellano Stark      |                      |
| Alfredo Castro          | Coronel Eugenio Rivera             |                      |
| Paulina Urrutia         | Inés                               |                      |
| Catalina Saavedra       | Marta Bertoni                      |                      |
| Edgardo Bruna           | General Joaquín Lagos Osorio       |                      |
| Felipe Armas            | Coronel Sergio Arredondo González  |                      |
| Luis Dubó               | Capitán Marcelo Moren Brito        |                      |
| Luz Croxatto            | Ana María Cádiz                    | Madre de Hertz       |
| María Elena Duvauchelle | Raquel Guralnik                    | Madre de Berger      |
| Luis Uribe              | Haroldo Cabrera                    |                      |
| Ariel Mateluna          | Teniente Armando Fernández Larios  |                      |
| Claudio Riveros         | Teniente Juan Chiminelli Fullerton |                      |
| Carlos Ugarte           | Mayor Pedro Espinoza Bravo         |                      |
| José Manuel Salcedo     | Juez Juan Guzmán                   |                      |
| Pablo Striano           | Fiscal Militar                     |                      |
| Christián Quevedo       |                                    | Secretario de Rivera |
| Javiera Cortés          | Soledad Rojas                      |                      |
| Luka Villalabeitia      | Germán Berger                      | en 1985              |
| Cristóbal Delhaes       | Germán Berger                      | en 1973              |

Otras participaciones
- Héctor Aguilar - General Augusto Pinochet Ugarte
- Hernán Lacalle - Coronel Ariosto Lapostol Orrego
- Alejandro Fernández - Capitán Carlos Minoletti Arriagada
- Gabrio Cavalla - Abogado de Pinochet
- Felipe Castro - Asistente de Pinochet
- Olga Grekova - Amna Topacic
- Gabriel Cañas - Juan Carlos
- Andrés Reyes - Germán Berger (2000)
- Gastón Salgado - Soldado

## Banda sonora
- "Cuando amanece el día" Letra y Música: Ángel Parra.
- "Canción de Amor" Letra y Música: Ángel Parra.
- "Basta ya" Autor: Reinaldo Tomás Martínez; Intérprete: Cristóbal (Marco Antonio Orozco Betancourt)
- "Canción del Desvelado" Letra y Música: Manuel García.

## Audiencia
| 1 | Lunes     | 9 de septiembre  | 1.er y 2.º Capítulo | 22:32 - 00:38 | 16,3 | Cuarto | [ 5 ] |
| 2 | Martes    | 10 de septiembre | 3.er Capítulo       | 22:32 - 23:38 | 18,8 | Cuarto | [ 6 ] |
| 3 | Miércoles | 11 de septiembre | 4.º Capítulo        | 22:35 - 23:47 | 17,7 | Quinto | [ 7 ] |